# Iefremivka, Novîi Buh
Iefremivka (în ucraineană Єфремівка) este un sat în comuna Novopoltavka din raionul Novîi Buh, regiunea Mîkolaiiv, Ucraina.

## Demografie
Componența lingvistică a localității Iefremivka
     Ucraineană (93,67%)
     Rusă (5,7%)
     Alte limbi (0,64%)
Conform recensământului din 2001, majoritatea populației localității Iefremivka era vorbitoare de ucraineană (93,67%), existând în minoritate și vorbitori de rusă (5,7%).